# Marcel Dewolf
Marcel Dewolf, né le 19 septembre 1919 à Trith-Saint-Léger et mort le 30 mars 1999 à Bourges, est un gymnaste artistique français.

## Biographie
Aux Jeux olympiques d'été de 1948 à Londres, il est quatrième du concours général par équipes.
Il remporte deux ans plus tard aux Championnats du monde de gymnastique artistique 1950 à Bâle la médaille de bronze en concours général par équipes.
Il participe aussi aux Jeux olympiques d'été de 1952 à Helsinki, terminant douzième du concours par équipes.
Membre de la Société municipale de Puteaux, il est sacré champion de France par équipe en 1945, 1947, 1949 et 1952 et vice-champion de France du concours général en 1952.